# Jerzy Pawłowski
Jerzy Władysław Pawłowski (Varsavia, 25 ottobre 1932 – Varsavia, 11 gennaio 2005) è stato uno schermidore polacco, specializzato nella scaibola. È stato vincitore di una medaglia d'oro, tre d'argento ed una di bronzo nella scherma ai Giochi olimpici.